# De Ronde Venen
De Ronde Venen est une commune néerlandaise, située à l'extrémité nord-ouest de la province d'Utrecht et comptant 44 902 habitants lors du recensement du 1er juillet 2021. Elle couvre une superficie de 116,98 km2 dont 17,06 km2 d'eau.

## Histoire

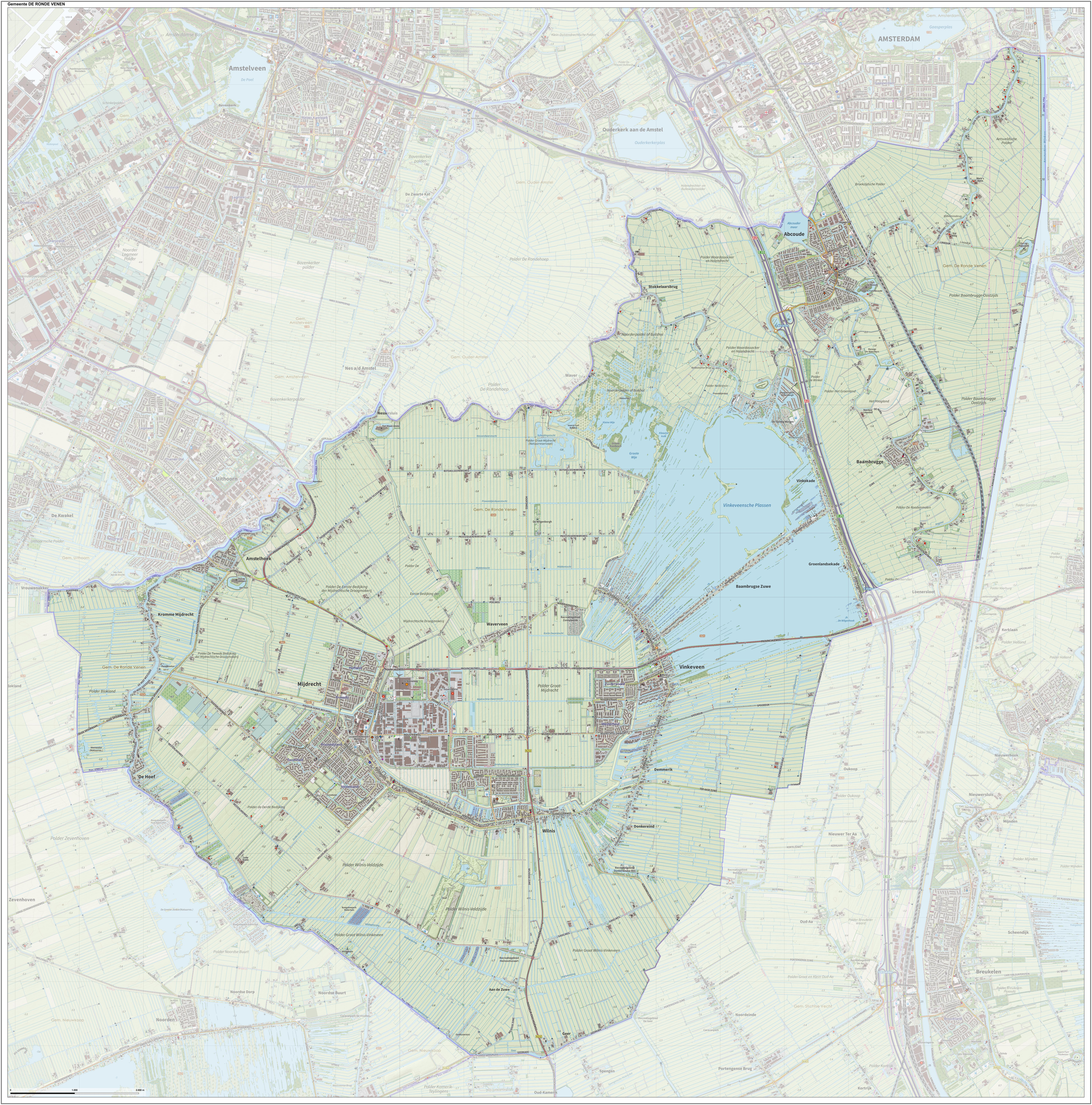
Carte topographique de la commune (2016).

La commune de De Ronde Venen est créée le 1er janvier 1989 par la fusion des anciennes communes de Mijdrecht, de Wilnis et de Vinkeveen en Waverveen. Le 1er janvier 2011, la commune est agrandie avec le territoire de l'ancienne commune d'Abcoude.

## Géographie
De Ronde Venen est bordée au nord-ouest par Uithoorn, Amstelveen et Ouder-Amstel, au nord par Amsterdam, au nord-est par Weesp (ces dernières se trouvant toutes en Hollande-Septentrionale), au sud-est par Stichtse Vecht, au sud par Woerden et au sud-ouest par Nieuwkoop.

## Transports
La commune est traversée par l'autoroute A2 et la ligne de chemin de fer d'Amsterdam à Utrecht (Rhijnspoorweg) et Emmerich am Rhein (Allemagne), sur laquelle se trouve la gare d'Abcoude. Celle dernière est desservie par les services régionaux de Nederlandse Spoorwegen (NS).

## Personnalités liées à la commune
- Lorena Wiebes (née en 1999), cycliste professionnelle, est née à Mijdrecht.

## Galerie

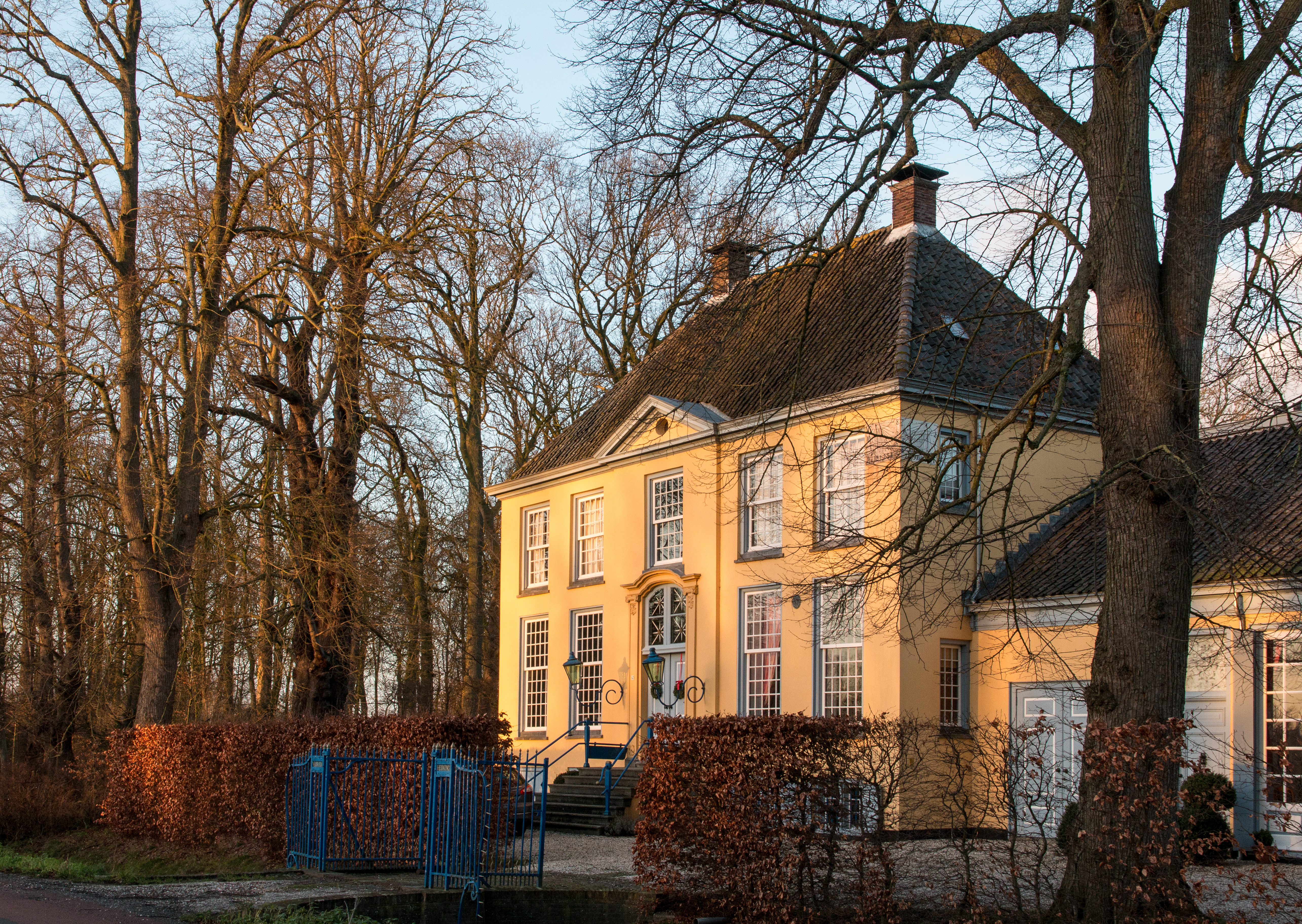
Valkenheining à Baambrugge.
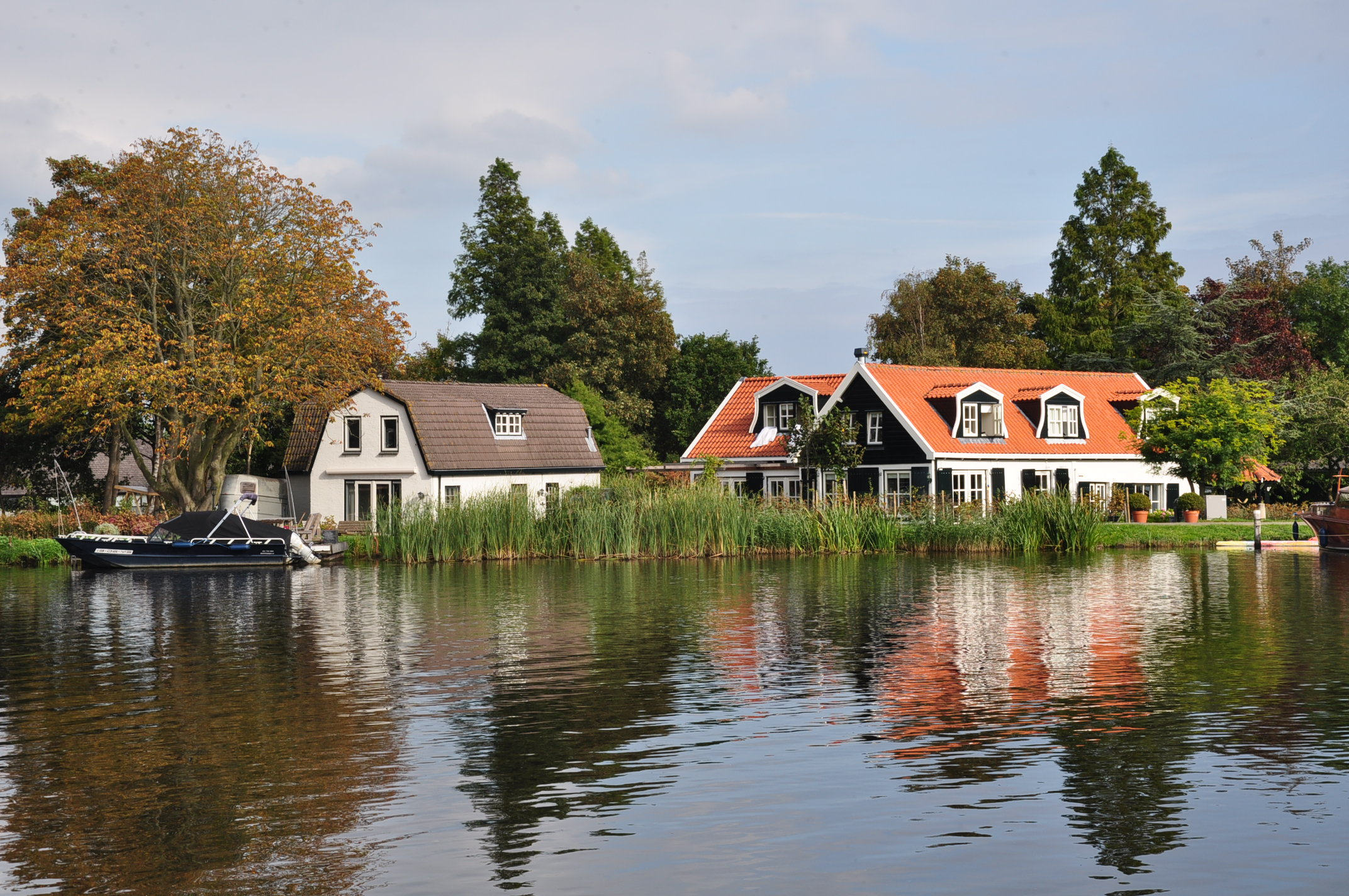
Amstelhoek.
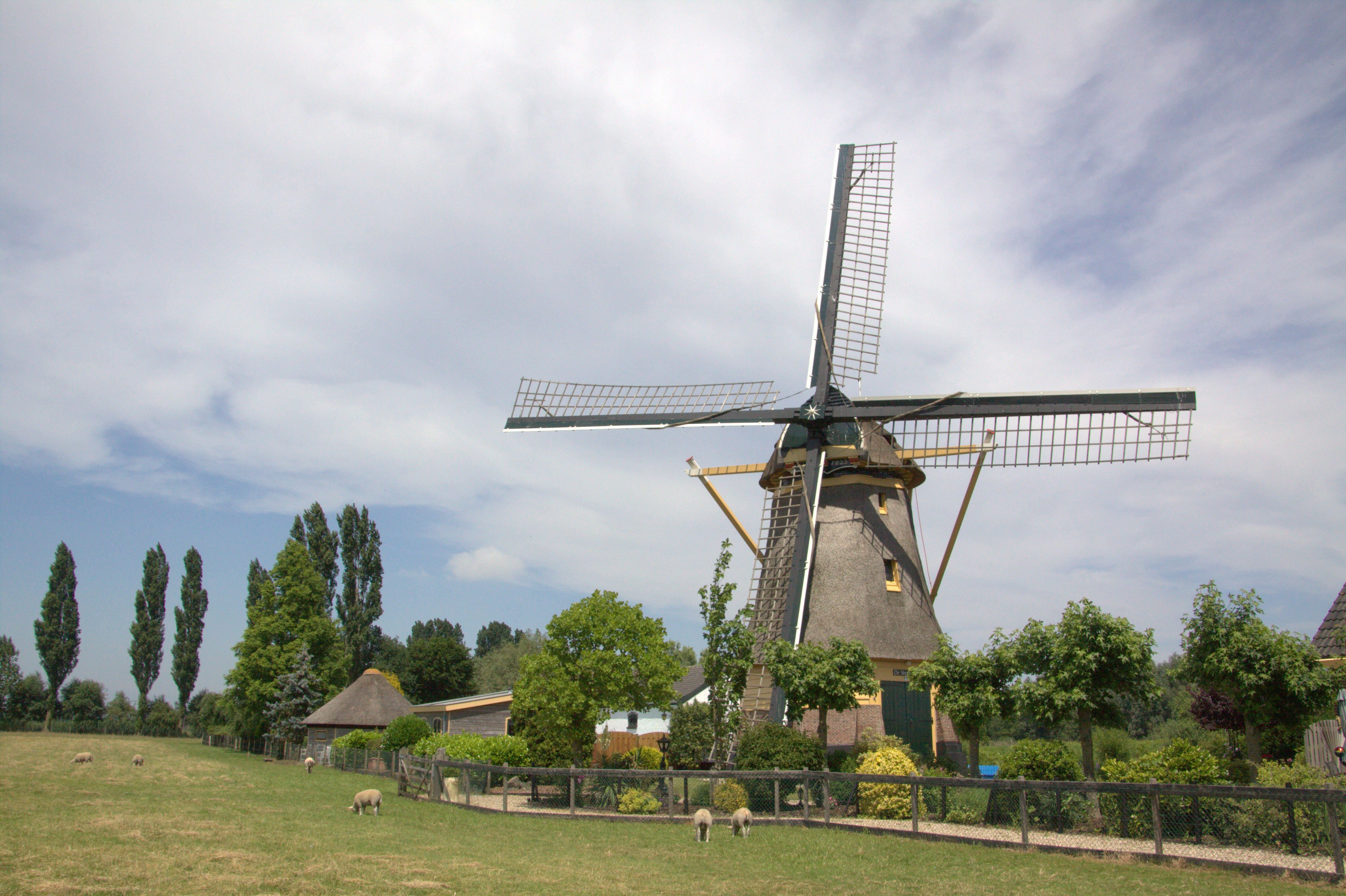
Veenmolen de Wilnis.